# A.C. Milan w sezonie 1991/1992

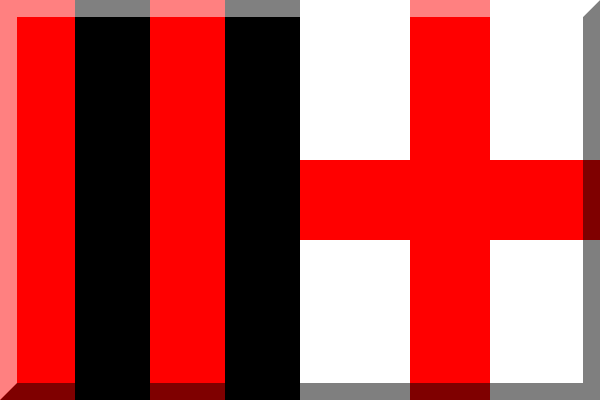
Klubowe barwy Milanu

Osiągnięcia i skład piłkarskiego zespołu A.C. Milan w sezonie 1991/92.

## Osiągnięcia
- Serie A: 1. miejsce
- Puchar Włoch: odpadnięcie w 1/2 finału
- Superpuchar Włoch: zwycięstwo

## Podstawowe dane
- Oficjalna nazwa klubu: Associazione Calcio Milan
- Siedziba klubu: Via F. Turati 3
- Boisko: San Siro
- Prezes klubu:  Silvio Berlusconi
- Trener zespołu:  Fabio Capello
- Kapitan drużyny:  Franco Baresi

## Skład zespołu
Bramkarze:
| Włochy | Francesco Antonioli |
| Włochy | Sebastiano Rossi    |

Obrońcy:
| Włochy | Franco Baresi         |
| Włochy | Alessandro Costacurta |
| Włochy | Filippo Galli         |
| Włochy | Enzo Gambaro          |
| Włochy | Paolo Maldini         |
| Włochy | Mauro Tassotti        |

Pomocnicy:
| Włochy   | Demetrio Albertini |
| Włochy   | Carlo Ancelotti    |
| Włochy   | Fabio Bellotti     |
| Włochy   | Angelo Carbone     |
| Włochy   | Roberto Donadoni   |
| Włochy   | Alberigo Evani     |
| Włochy   | Diego Fuser        |
| Holandia | Ruud Gullit        |
| Holandia | Frank Rijkaard     |

Napastnicy:
| Holandia | Marco van Basten    |
| Włochy   | Giovanni Comacchini |
| Włochy   | Giacomo Lorenzini   |
| Włochy   | Daniele Massaro     |
| Włochy   | Aldo Serena         |
| Włochy   | Marco Simone        |
| Włochy   | Gaetano Valente     |

### Transfery w sesji zimowej
Odeszli:
- Fabio Bellotti (do Lecce)
- Angelo Carbone (do Bari)